# John Ford

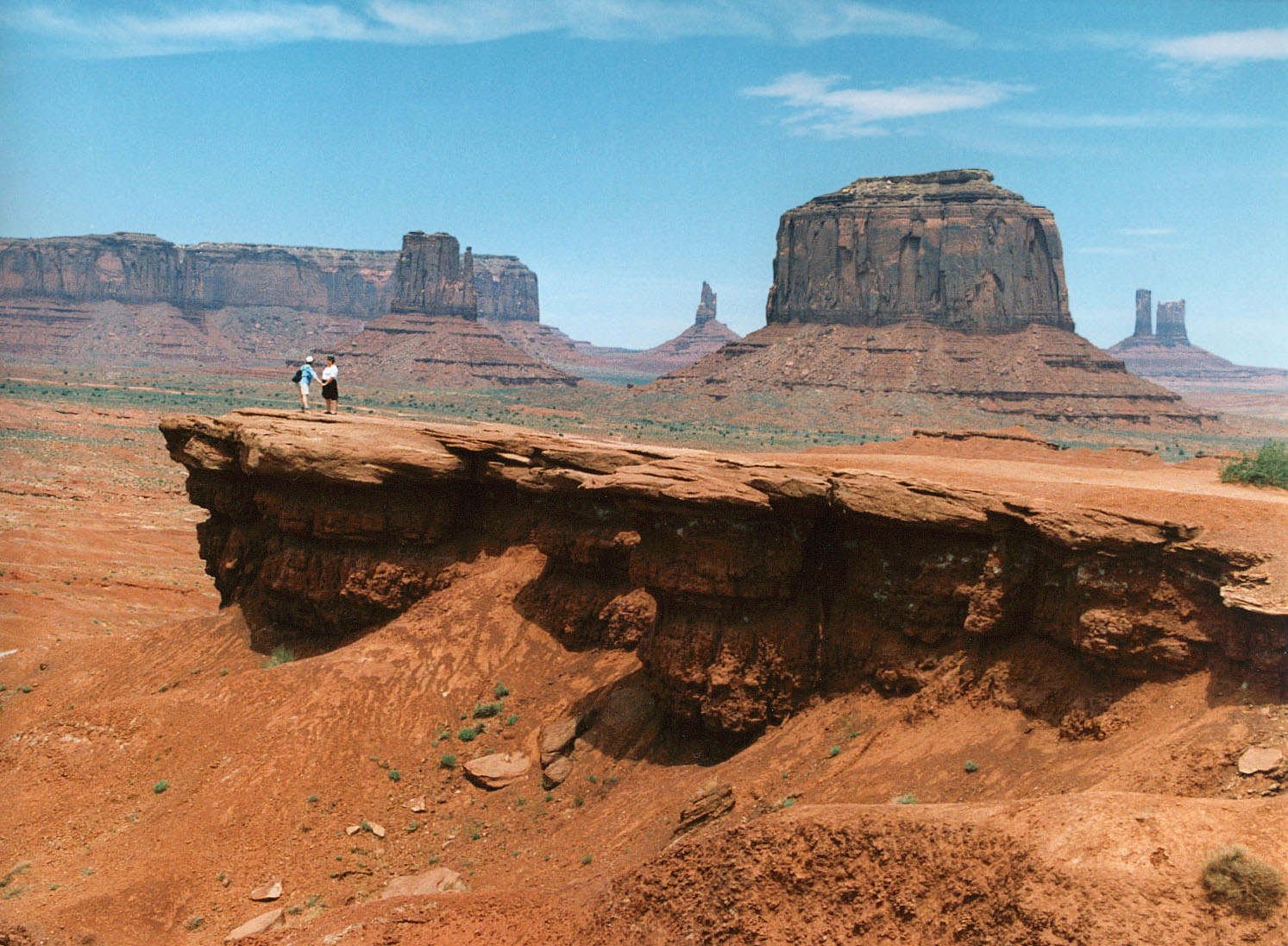
"John Ford Point" no Monument Valley, cenário natural de muitos filmes de John Ford.

John Ford, também creditado como Jack Ford, nascido com o nome de Sean Aloysius O'Fearna ou John Martin Feeney (Cape Elizabeth, Maine, 1 de Fevereiro de 1894 – Palm Desert, 31 de agosto de 1973) foi um cineasta dos Estados Unidos de grande renome. Venceu quatro Oscars de melhor diretor, detendo o recorde na categoria, e foi eleito o terceiro maior diretor de todos os tempos pela Entertainment Weekly (atrás apenas de Alfred Hitchcock e Orson Welles).
É conhecido, principalmente, mas não só, pelos seus westerns. Alguns dos seus filmes são presenças assíduas entre as escolhas dos cinéfilos de todo o mundo. De facto, filmes como Stagecoach (No tempo das diligências), Young Mr. Lincoln (A mocidade de Lincoln), ou The Searchers (Rastros de ódio), são frequentemente citados como sendo alguns dos melhores filmes de sempre.
O actor mais importante na filmografia de John Ford é John Wayne, que Ford transformou numa estrela de Hollywood.

## Biografia

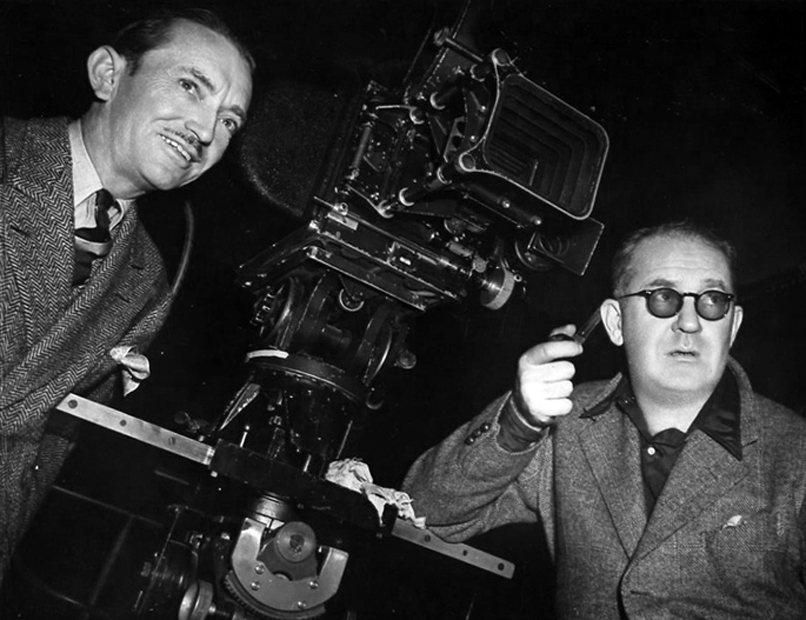
Bert Glennon e John Ford durante as filmagens de Stagecoach (1939).

Ford era descendente de Irlandeses de Galway - muitos dos seus filmes têm, aliás, referências à sua ascendência. Nascido John Martin Feeney passou, porém, toda a juventude sob o nome John Augustine Feeney, e em seu passaporte consta Sean Aloysius O’Feeney, pois escolhera o nome Aloysius quando fez o Crisma.
Passou a juventude em Portland, e trabalhava conduzindo uma carroça de peixe, e posteriormente foi entregador e publicista de uma fábrica de calçados. À noite, trabalhava como lanterninha do Teatro Jefferson e no Ponto da Jóia, apaixonando-se, assim, pelo teatro.
Tentou ingressar na Academia Naval de Annapolis, mas não passou no exame de admissão, e resolveu partir para a Califórnia, onde seu irmão já morava. Iniciou-se como ator em 1914, por intermédio de seu irmão, o ator-diretor Francis Ford, inicialmente sob o nome Jack Ford, nome que conservou, atuando e dirigindo, até 1923, quando assumiu definitivamente o nome artístico John Ford.
O primeiro crédito como ator, sob o nome Jack Ford, foi no filme The Mysterious Hand. Após aparecer em dez filmes e três seriados dirigidos pelo irmão, iniciou-se na direção, com o filme The Tornado ("O Furacão"), em 1917, onde também era ator. Nesse ano, com o filme Soul Herder ("O Arrebanhador de Almas"), da Universal, ainda como Jack Ford, iniciou uma associação com Harry Carey, a qual duraria quatro anos e renderia 29 filmes. Entre 1917 e 1919, Ford dirigiria 31 Westerns, alguns com Harry Carey, Pete Morrison e Ed Jones, todos pela Universal.
Em 1920 assinou com William Fox, e apenas em 1923, quando dirigiu Camo Kirby ("Sota, Cavalo e Rei"), é que foi creditado com John Ford, e a consagração viria em 1924, com The Iron Horse ("O Cavalo de Ferro"), seu segundo grande épico da conquista do oeste. Com o filme Three Bad Men ("Três Homens Maus"), em 1926, em que estrelavam Tom Mix, George O’Brien e Buck Jones, Ford encerra sua fase de cinema mudo.
A partir de então se tornou, segundo a crítica, um dos maiores contribuidores para o desenvolvimento do cinema, em especial do gênero Western. Dedicou-se, porém, aos mais variados gêneros, voltando ao Western em 1939, com Stagecoach ("No Tempo das Diligências"), que destacou John Wayne então em início de carreira.
Em 51 anos de carreira, Ford dirigiu 133 filmes, o último em 1965, Seven Women ("Sete Mulheres"), após o que dirigiu ainda alguns documentários para a televisão. Faleceu de câncer, ao lado da esposa Mary McBride Smith Ford. Encontra-se sepultado no Cemitério Santa Cruz, Culver City, Condado de Los Angeles, Califórnia nos Estados Unidos.

## Filmografia como Jack Ford, ator
- The Strong Arm Squad (1916)
- Chicken-hearted Jim (1916)
- The Adventures of Peg o' the Ring (1916) ("A Filha do Circo")
- The Bandit’s Wager (1916)
- The Purple Mask (1916) ("A Máscara Vermelha")
- Smuggler’s Island (1915)
- The Birth of a Nation (1915) ("O Nascimento de uma Nação") - era um dos extras
- Three Bad Men and a Girl (1915)
- The Dorway of Destruction (1915)
- The Broken Coin (1915) ("A Moeda Quebrada")
- The Campbells Are Coming (1915)
- The Call of the Waves (1915) ("O Chamado das Ondas")
- The Mysterious Hand (1914)